# Башко, Иосиф Станиславович

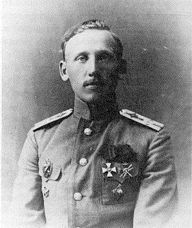
Командир воздушного корабля «Илья Муромец» И. С. Башко (1915)

Ио́сиф Станисла́вович Башко́ (латыш. Jāzeps Baško, латг. Jezups Baško, бел. Язэп Станіслававіч Башко; 27 декабря 1888 (8 января 1889), Кастире, Двинский уезд, Витебская губерния, Российская империя — 31 мая 1946, Латвийская ССР, СССР) — военный деятель русской, Красной и латвийской армий. Военный лётчик, полковник русской армии (1917), Георгиевский кавалер, герой Первой мировой войны — командир тяжёлого бомбардировщика «Илья Муромец»; командир авиагруппы воздушных кораблей «Илья Муромец» РККВФ (1918—1919); командующий Военно-воздушными силами Латвии (1938), генерал латвийской армии (1940).

## Биография
Родился в селе Кастире Двинского уезда Витебской губернии (ныне Рушонская волость Прейльского края Латвии), в семье латгальских крестьян-католиков. Закончил Белостокское реальное училище (1908), затем Владимирское военное училище (1910) и Офицерскую воздухоплавательную школу (1912, авиационный отдел — в 1913 году).
Участник Первой мировой войны. В начале войны проходил службу в 13-й воздухоплавательной роте в чине поручика на должности начальника сигнальной станции. С 8 октября 1914 года прикомандирован к Эскадре воздушных кораблей (ЭВК) «Илья Муромец», где прошёл путь от помощника командира корабля до командира боевого отряда.
С марта 1915 года — командир бомбардировщика «Илья Муромец Киевский», с апреля 1916 года одновременно — начальник 3-го боевого отряда ЭВК. Эскадра находилась в непосредственном подчинении начальника Штаба Верховного Главнокомандующего, в 1914—1915 годах базировалась под Варшавой, затем у Белостока, Лиды, Пскова и обслуживала Северо-Западный фронт. С сентября 1916 года со всеми службами обосновалась в Виннице и обслуживала два ближайших фронта — Юго-Западный и Румынский (при этом 3-й боевой отряд эскадры действовал на Западном фронте).
В январе 1917 года, управляя воздушным кораблём «Илья Муромец», Иосиф Башко установил мировой рекорд, поднявшись на высоту 5200 метров. Подъём был прекращён из-за острого кислородного голодания экипажа.
За боевые отличия и проявленный героизм при исполнении заданий командования награждён шестью боевыми орденами и Георгиевским оружием. Был ранен, контужен. В августе 1917 года получил чин полковника.
В январе 1918 года общим собранием чинов 3-го боевого отряда принято решение о вхождении отряда в рабоче-крестьянскую Красную армию РСФСР (с утверждением Башко на должности начальника отряда и с избранием его командиром воздушного корабля «Илья Муромец Киевский»).
20 февраля 1918 года во время начавшегося общего наступления германцев и массового при этом бегства с боевых позиций частей бывшей русской армии, совершая перелёт в направлении Бобруйска, из-за неисправности моторов воздушного корабля «Илья Муромец Киевский» Башко вынужден был совершить посадку в расположении 1-го Польского корпуса генерала Довбор-Мусницкого.
23 мая 1918 года во время разоружения частей 1-го Польского корпуса германскими войсками, не желая сдаваться в плен, вылетел из Бобруйска на неисправном самолёте и потерпел аварию в Юхновском уезде Смоленской губернии. При падении получил контузию. Был арестован «Юхновским совдепом по подозрению в шпионаже», препровождён под конвоем в Москву. В начале июля освобождён «как офицер, имеющий рабоче-крестьянское происхождение» и зачислен в Рабоче-крестьянский Красный воздушный флот РСФСР.
Участник гражданской войны в России. 1 июня 1918 года командование РККА издало приказ о воссоздании эскадры воздушных кораблей «Илья Муромец» на базе старой русской эскадры. 8 июля 1918 года Башко был назначен командующим Северной группой воздушных кораблей, затем (с февраля 1919 года) служил на различных командных должностях в Авиационной группе воздушных кораблей РККВФ. С ноября 1918 года — в действующей армии на фронтах гражданской войны.
В мае 1921 года по состоянию здоровья уволился из Красной армии и, «как уроженец Латвии», в июле 1921 года возвратился на родину.

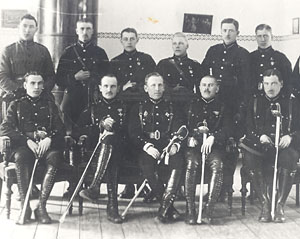
Группа лётчиков Латвийского авиационного дивизиона. Слева направо: Янис Приедитис, Янис Инданс, Иосиф Башко, Стуранс, Владимир Коробовский

В октябре 1921 года в чине полковника был принят на службу в латвийскую армию. Занимал различные командные должности в авиационных и технических частях и соединениях. С января по август 1929 года являлся слушателем Военных академических курсов. Создал первые пособия и наставления для лётчиков латвийской авиации на латышском языке. В 1935—1937 годах командовал Латвийским авиационным полком.
18 февраля 1938 года назначен начальником латвийской военной авиации. 10 мая 1940 года произведён в генералы, 13 августа того же года уволен со службы по болезни.
Проживал в своём имении в Ясмуйже. В 1943 году из-за многочисленных ранений и травм, полученных в авиационных авариях, частично потерял зрение.
Написал мемуары о Первой мировой войне, которые были изданы в Латвии в 1939 году под заглавием «Над землёй врага» (латыш. Virs ienaidnieka zemes), на русском языке изданы в 2017 году под названием «В небе над врагом».
Скончался 31 мая 1946 года. Похоронен в родном селе Кастире.

## Награды
В русской армии:

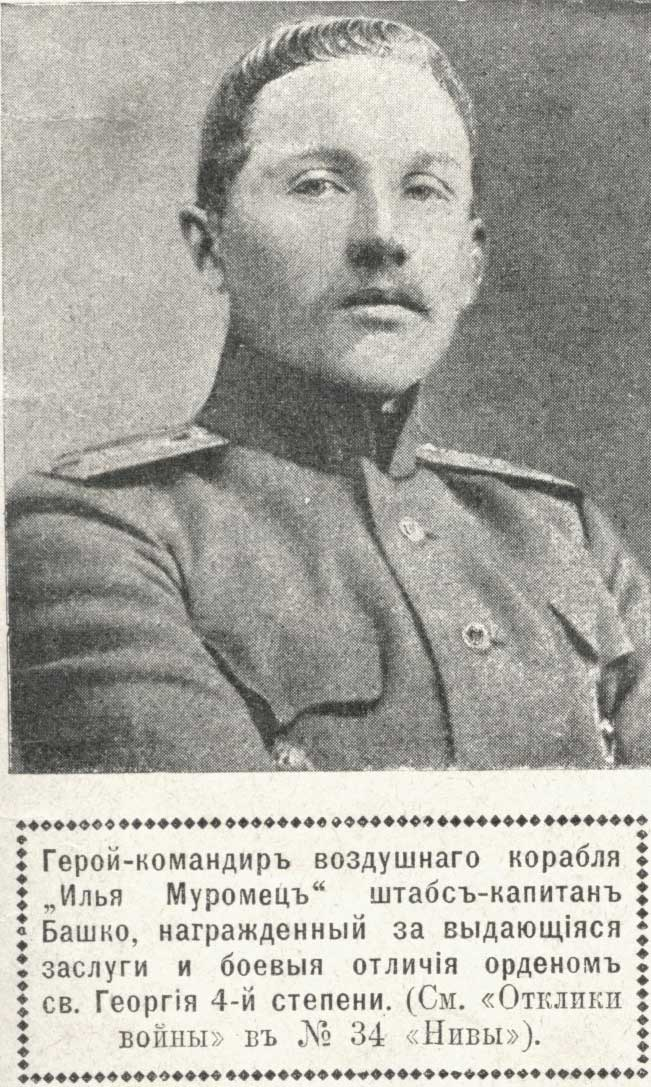
Фотография из журнала «Нива», 1915 или 1916 год

- Медаль «В память 300-летия царствования дома Романовых» (1913)
- Орден Святого Станислава 3-й степени (21.10.1913)
- Орден Святой Анны 3-й степени (05.06.1914)
- Орден Святого Владимира 4-й степени с мечами и бантом (05.06.1915)
- Орден Святого Станислава 2-й степени с мечами (10.06.1915)
- Орден Святого Георгия 4-й степени (08.07.1915; за подвиги в период 11.04.1915—14.06.1915)
- Орден Святой Анны 2-й степени с мечами (13.11.1915, утв. 28.11.1915)
- Высочайшее благоволение (20.05.1916)
- Орден Святой Анны 4-й степени с надписью «За храбрость» (27.09.1916, утв. 26.01.1917)
- Георгиевское оружие (26.04.1917, — за подвиг 12.09.1916)
- Орден Святого Владимира 3-й степени с мечами и бантом (05.10.1917)
- Георгиевский крест 4-й степени с лавровой ветвью (1917) — приказом по 7-й армии «За отличие в делах против неприятеля»[5]

В Латвийской армии:
- Орден Трёх звёзд 3-й ст. (1929)
- Орден Белого льва 3-й ст. (1933)
- Орден Орлиного креста 3-й ст. (1933)
- Орден Белой розы Финляндии 3-й ст. (1933)
- Ватиканский Крест Benemerenti[итал.] 2-й ст. (1933)
- Орден Возрождения Польши 3-й ст.
- Крест Заслуг айзсаргов (1935)
- Орден Виестура 2-й ст. (1939)
- Медаль Независимости Литвы

## Публикации
В изданиях «Latvijas Kareivis», «Spārnotā Latvija», «Aizsargs» и др.
- «Aviācijas taktika»
- «Aviācijas darbība piemēros»
- «Latviešu konversācijas vārdnīca» (раздел авиации)
- «Ātruma grafika»